# Alexander Dalrymple
Pour les articles homonymes, voir Dalrymple.
Alexander Dalrymple né le 24 juillet 1737 à Édimbourg et mort le 19 juin 1808 est un géographe écossais.

## Biographie
Il est le frère du jurisconsulte écossais, David Dalrymple (1726-1792).
Il entre de bonne heure à la Compagnie anglaise des Indes orientales. Il fait plusieurs explorations dans l'archipel indonésien, plusieurs voyages destinés à réaliser des relevés cartographiques des côtes. La Compagnie le nomme hydrographe. Ses observations contribuèrent à la réussite du premier voyage autour du monde de James Cook.
Il fait paraître en 1767 et en 1768 deux livres sur ses observations dans l'Océan Pacifique. Il y évoque l'existence d'un grand continent, encore inconnu, dans le Pacifique. En 1769, il fait paraître un plan pour étendre le commerce de la Grande-Bretagne dans cette région.
Il compile et traduit des récits de voyages de navigateurs espagnols en 1770, compilation qui sera traduite, en version abrégée, en 1774 en français par Anne-François-Joachim Fréville. Cette œuvre de collection des Voyages faits dans l'Océan Pacifique est réputée parmi ses contemporains.
En 1786, il est le premier géographe à émettre l’hypothèse de la découverte de l’Australie par les marins portugais (voir Théorie de la découverte de l'Australie par les Portugais). Dans une courte note à ses mémoires qui concerne l'archipel des Chagos, il décrit ses observations de la "carte Dauphin" qu'il a en sa possession et qui représente "la Grande Jave" à l'Est de l'archipel des Chagos. Dalrymple a publié 200 exemplaires de la carte Dauphin.
On lui doit aussi une description des côtes de Malabar, Coromandel, etc., 1806.
Alexander Dalrymple n'est pas botaniste à proprement parler, toutefois ses travaux l'ont amené à collaborer avec des naturalistes. Ainsi, une abréviation botanique lui a été attribuée.